# Marles-sur-Canche
Marles-sur-Canche település Franciaországban, Pas-de-Calais megyében. Lakosainak száma 313 fő (2022. január 1.). Marles-sur-Canche Marant, Beaumerie-Saint-Martin, Brimeux, Marenla, Montreuil-sur-Mer és Neuville-sous-Montreuil községekkel határos.

## Népesség
A település népességének változása:
| Lakosok száma | 287  | 294  | 306  | 299  | 304  | 308  | 313  | 314  | 313  |
|               | 2013 | 2015 | 2016 | 2017 | 2018 | 2019 | 2020 | 2021 | 2022 |